# Screen Actors Guild Award de la meilleure actrice dans une série télévisée comique

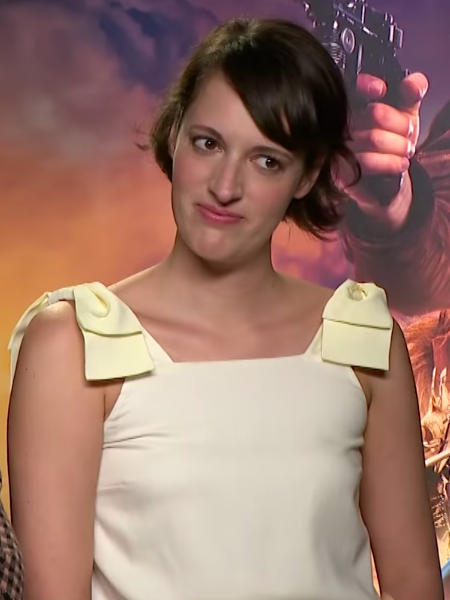
Phoebe Waller.

Le Screen Actors Guild Award de la meilleure actrice dans une série télévisée comique (Screen Actors Guild Award for Outstanding Performance by a Female Actor in a Comedy Series) est le prix remis chaque année depuis 1996 par la Screen Actors Guild.

## Palmarès
Le lauréat est indiqué en gras.

Le symbole « ♙ » indique une nomination et « ♕ » le gagnant au Primetime Emmy Award de la meilleure actrice dans une série télévisée comique la même année.

### Années 1990
- 1995 : Helen Hunt pour le rôle de Jamie Buchman dans Dingue de toi (Mad About You) ♙
  - Roseanne Barr pour le rôle de Roseanne Conner dans Roseanne ♙
  - Candice Bergen pour le rôle de Murphy Brown dans Murphy Brown ♕
  - Ellen DeGeneres pour le rôle de Ellen Morgan dans Ellen ♙
  - Julia Louis-Dreyfus pour le rôle de Elaine Benes dans Seinfeld
- 1996 : Christine Baranski pour le rôle de Maryann Thorpe dans Cybill
  - Candice Bergen pour le rôle de Murphy Brown dans Murphy Brown
  - Helen Hunt pour le rôle de Jamie Buchman dans Dingue de toi (Mad About You) ♕
  - Lisa Kudrow pour le rôle de Phoebe Buffay dans Friends
  - Julia Louis-Dreyfus pour le rôle d'Elaine Benes dans Seinfeld
- 1997 : Julia Louis-Dreyfus pour le rôle de Elaine Benes dans Seinfeld
  - Christine Baranski pour le rôle de Maryann Thorpe dans Cybill ♙
  - Ellen DeGeneres pour le rôle de Ellen Morgan dans Ellen ♙
  - Helen Hunt pour le rôle de Jamie Buchman dans Dingue de toi (Mad About You) ♕
  - Kristen Johnston pour le rôle de Sally Solomon dans Troisième planète après le Soleil (3rd Rock from the Sun)
- 1998 : Julia Louis-Dreyfus pour le rôle de Elaine Benes dans Seinfeld
  - Kirstie Alley pour le rôle de Veronica Chase dans Les Dessous de Veronica (Veronica's Closet) ♙
  - Ellen DeGeneres pour le rôle de Ellen Morgan dans Ellen ♙
  - Calista Flockhart pour le rôle de Ally McBeal dans Ally McBeal ♙
  - Helen Hunt pour le rôle de Jamie Buchman dans Dingue de toi (Mad About You)
- 1999 : Tracey Ullman pour le rôle de plusieurs personnages dans Tracey Takes On...
  - Calista Flockhart pour le rôle de Ally McBeal dans Ally McBeal ♙
  - Lisa Kudrow pour le rôle de Phoebe Buffay dans Friends
  - Julia Louis-Dreyfus pour le rôle d'Elaine Benes dans Seinfeld
  - Amy Pietz pour le rôle d'Annie Spadaro dans Caroline in the City

### Années 2000
- 2000 : Lisa Kudrow pour le rôle de Phoebe Buffay dans Friends
  - Calista Flockhart pour le rôle d'Ally McBeal dans Ally McBeal
  - Lucy Liu pour le rôle de Ling Woo dans Ally McBeal
  - Sarah Jessica Parker pour le rôle de Carrie Bradshaw dans Sex and the City ♙
  - Tracey Ullman pour le rôle de plusieurs personnages dans Tracey Takes On...
- 2001 : Sarah Jessica Parker pour le rôle de Carrie Bradshaw dans Sex and the City ♙
  - Calista Flockhart pour le rôle d'Ally McBeal dans Ally McBeal ♙
  - Jane Kaczmarek pour le rôle de Lois Wilkerson dans Malcolm (Malcolm in the Middle) ♙
  - Debra Messing pour le rôle de Grace Adler dans Will et Grace (Will and Grace) ♙
  - Megan Mullally pour le rôle de Karen Walker dans Will et Grace (Will and Grace)
- 2002 : Megan Mullally pour le rôle de Karen Walker dans Will et Grace (Will and Grace)
  - Jennifer Aniston pour le rôle de Rachel Green dans Friends ♕
  - Kim Cattrall pour le rôle de Samantha Jones dans Sex and the City
  - Patricia Heaton pour le rôle de Debra Barone dans Tout le monde aime Raymond (Everybody Loves Raymond) ♙
  - Sarah Jessica Parker pour le rôle de Carrie Bradshaw dans Sex and the City ♙
- 2003 : Megan Mullally pour le rôle de Karen Walker dans Will et Grace (Will and Grace)
  - Jennifer Aniston pour le rôle de Rachel Green dans Friends ♙
  - Kim Cattrall pour le rôle de Samantha Jones dans Sex and the City
  - Patricia Heaton pour le rôle de Debra Barone dans Tout le monde aime Raymond (Everybody Loves Raymond) ♙
  - Jane Kaczmarek pour le rôle de Lois Wilkerson dans Malcolm (Malcolm in the Middle) ♙
- 2004 : Megan Mullally pour le rôle de Karen Walker dans Will et Grace (Will and Grace)
  - Patricia Heaton pour le rôle de Debra Barone dans Tout le monde aime Raymond (Everybody Loves Raymond) ♙
  - Lisa Kudrow pour le rôle de Phoebe Buffay dans Friends
  - Debra Messing pour le rôle de Grace Adler dans Will et Grace (Will and Grace)
  - Doris Roberts pour le rôle de Marie Barone dans Tout le monde aime Raymond (Everybody Loves Raymond)
- 2005 : Teri Hatcher pour le rôle de Susan Mayer dans Desperate Housewives ♙
  - Patricia Heaton pour le rôle de Debra Barone dans Tout le monde aime Raymond (Everybody Loves Raymond) ♙
  - Megan Mullally pour le rôle de Karen Walker dans Will et Grace (Will and Grace)
  - Sarah Jessica Parker pour le rôle de Carrie Bradshaw dans Sex and the City
  - Doris Roberts pour le rôle de Marie Barone dans Tout le monde aime Raymond (Everybody Loves Raymond)
- 2006 : Felicity Huffman pour le rôle de Lynette Scavo dans Desperate Housewives
  - Candice Bergen pour le rôle de Shirley Schmidt dans Boston Justice (Boston Legal)
  - Patricia Heaton pour le rôle de Debra Barone dans Tout le monde aime Raymond (Everybody Loves Raymond) ♙
  - Megan Mullally pour le rôle de Karen Walker dans Will et Grace (Will and Grace)
  - Mary-Louise Parker pour le rôle de Nancy Botwin dans Weeds
- 2007 : America Ferrera pour le rôle de Betty Suarez dans Ugly Betty ♕
  - Felicity Huffman pour le rôle de Lynette Scavo dans Desperate Housewives ♙
  - Julia Louis-Dreyfus pour le rôle de Christine Campbell dans Old Christine (The New Adventures of Old Christine) ♙
  - Megan Mullally pour le rôle de Karen Walker dans Will et Grace (Will and Grace)
  - Mary-Louise Parker pour le rôle de Nancy Botwin dans Weeds ♙
  - Jaime Pressly pour le rôle de Joy Turner dans Earl (My Name Is Earl)
- 2008 : Tina Fey pour le rôle de Liz Lemon dans 30 Rock ♙
  - Christina Applegate pour le rôle de Samantha Newly dans Samantha qui ? (Samantha Who?) ♙
  - America Ferrera pour le rôle de Betty Suarez dans Ugly Betty ♙
  - Mary-Louise Parker pour le rôle de Nancy Botwin dans Weeds ♙
  - Vanessa L. Williams pour le rôle de Wilhelmina Slater dans Ugly Betty
- 2009 : Tina Fey pour le rôle de Liz Lemon dans 30 Rock ♙
  - Christina Applegate pour le rôle de Samantha Newly dans Samantha qui ? (Samantha Who?) ♙
  - America Ferrera pour le rôle de Betty Suarez dans Ugly Betty
  - Mary-Louise Parker pour le rôle de Nancy Botwin dans Weeds ♙
  - Tracey Ullman pour le rôle de plusieurs personnages dans Tracey Ullman's State of the Union

### Années 2010
- 2010 : Tina Fey pour le rôle de Liz Lemon dans 30 Rock ♙
  - Christina Applegate pour le rôle de Samantha Newly dans Samantha qui ? (Samantha Who?)
  - Toni Collette pour le rôle de Tara Gregor dans United States of Tara (The United States of Tara)
  - Edie Falco pour le rôle de Jackie Peyton dans Nurse Jackie ♕
  - Julia Louis-Dreyfus pour le rôle de Christine Campbell dans Old Christine (The New Adventures of Old Christine) ♙
- 2011 : Betty White pour le rôle d'Elka Ostrovsky dans Hot in Cleveland
  - Tina Fey pour le rôle de Liz Lemon dans 30 Rock ♙
  - Edie Falco pour le rôle de Jackie Peyton dans Nurse Jackie ♙
  - Jane Lynch pour le rôle de Sue Sylvester dans Glee
  - Sofia Vergara pour le rôle de Gloria Delgado-Pritchett dans Modern Family
- 2012 : Betty White pour le rôle d'Elka Ostrovsky dans Hot in Cleveland
  - Julie Bowen pour le rôle de Claire Dunphy dans Modern Family
  - Edie Falco pour le rôle de Jackie Peyton dans Nurse Jackie ♙
  - Tina Fey pour le rôle de Liz Lemon dans 30 Rock ♙
  - Sofia Vergara pour le rôle de Gloria Delgado-Pritchett dans Modern Family
- 2013 : Tina Fey pour le rôle de Liz Lemon dans 30 Rock ♙
  - Edie Falco pour le rôle de Jackie Peyton dans Nurse Jackie ♙
  - Amy Poehler pour le rôle de Leslie Knope dans Parks and Recreation ♙
  - Sofia Vergara pour le rôle de Gloria Delgado-Pritchett dans Modern Family
  - Betty White pour le rôle d'Elka Ostrovsky dans Hot in Cleveland
- 2014 : Julia Louis-Dreyfus pour le rôle de Selina Meyer dans Veep ♕
  - Mayim Bialik pour le rôle d'Amy Farrah Fowler dans The Big Bang Theory
  - Julie Bowen pour le rôle de Claire Dunphy dans Modern Family
  - Edie Falco pour le rôle de Jackie Payton dans Nurse Jackie ♙
  - Tina Fey pour le rôle de Liz Lemon dans 30 Rock ♙
- 2015 : Uzo Aduba pour le rôle de Suzanne "Crazy Eyes" Warren dans Orange Is the New Black
  - Julie Bowen pour le rôle de Claire Dunphy dans Modern Family
  - Edie Falco pour le rôle de Jackie Payton dans Nurse Jackie ♙
  - Julia Louis-Dreyfus pour le rôle de Selina Meyer dans Veep ♕
  - Amy Poehler pour le rôle de Leslie Knope dans Parks and Recreation ♙
- 2016 : Uzo Aduba pour le rôle de Suzanne "Crazy Eyes" Warren dans Orange Is The New Black
  - Edie Falco pour le rôle de Jackie Payton dans Nurse Jackie ♙
  - Ellie Kemper pour le rôle de Kimmy Schmidt dans Unbreakable Kimmy Schmidt
  - Julia Louis-Dreyfus pour le rôle de Selina Meyer dans Veep ♕
  - Amy Poehler pour le rôle de Leslie Knope dans Parks and Recreation ♙
- 2017 : Julia Louis-Dreyfus pour le rôle de Selina Meyer dans Veep ♕
  - Uzo Aduba pour le rôle de Suzanne "Crazy Eyes" Warren dans Orange Is the New Black
  - Jane Fonda pour le rôle de Grace Hanson dans Grace et Frankie (Grace and Frankie)
  - Ellie Kemper pour le rôle de Kimmy Schmidt dans Unbreakable Kimmy Schmidt ♙
  - Lily Tomlin pour le rôle de Frankie Bergstein dans Grace et Frankie (Grace and Frankie) ♙
- 2018 : Julia Louis-Dreyfus pour le rôle de Selina Meyer dans Veep ♕
  - Uzo Aduba pour le rôle de Suzanne "Crazy Eyes" Warren dans Orange Is the New Black
  - Alison Brie pour le rôle de Ruth Wilson dans GLOW
  - Jane Fonda pour le rôle de Grace Hanson dans Grace et Frankie (Grace and Frankie) ♙
  - Lily Tomlin pour le rôle de Frankie Bergstein dans Grace et Frankie (Grace and Frankie) ♙
- 2019 : Rachel Brosnahan pour le rôle de Miriam "Midge" Maisel dans Mme Maisel, femme fabuleuse (The Marvelous Mrs. Maisel) ♕
  - Alex Borstein pour le rôle de Susie Myerson dans Mme Maisel, femme fabuleuse (The Marvelous Mrs. Maisel)
  - Alison Brie pour le rôle de Ruth Wilder dans GLOW
  - Jane Fonda pour le rôle de Grace Hanson dans Grace et Frankie (Grace and Frankie)
  - Lily Tomlin pour le rôle de Frankie Bergstein dans Grace et Frankie (Grace and Frankie) ♙

### Années 2020
- 2020 : Phoebe Waller-Bridge pour le rôle de Fleabag dans Fleabag
  - Christina Applegate pour le rôle de Jen Harding dans Dead to Me
  - Alex Borstein pour le rôle de Susie Myerson dans Mme Maisel, femme fabuleuse (The Marvelous Mrs Maisel)
  - Rachel Brosnahan pour le rôle de Miriam « Midge » Maisel dans Mme Maisel, femme fabuleuse (The Marvelous Mrs Maisel)
  - Catherine O'Hara pour le rôle de Moira Rose dans Schitt's Creek

- 2021 : Catherine O’Hara pour le rôle de Moira Rose dans Bienvenue à Schitt's Creek (Schitt's Creek)
  - Christina Applegate pour le rôle de Jen Harding dans Dead to Me
  - Linda Cardellini pour le rôle de Judy Hale dans Dead to Me
  - Kaley Cuoco pour le rôle de Cassie Bowden dans The Flight Attendant
  - Annie Murphy pour le rôle de Alexis Rose dans Bienvenue à Schitt's Creek (Schitt's Creek)

- 2022 : Jean Smart pour le rôle de Deborah Vance dans Hacks ♕
  - Elle Fanning pour le rôle de Catherine II dans The Great
  - Sandra Oh pour le rôle de Ji-Yoon Kim dans Directrice
  - Juno Temple pour le rôle de Keeley Jones dans Ted Lasso
  - Hannah Waddingham pour le rôle de Rebecca Welton dans Ted Lasso

- 2023 : Jean Smart pour le rôle de Deborah Vance dans Hacks
  - Christina Applegate pour le rôle de Jen Harding dans Dead to Me
  - Rachel Brosnahan pour le rôle de Miriam "Midge" Maisel dans La Fabuleuse Madame Maisel
  - Quinta Brunson pour le rôle de Janine Teagues dans Abbott Elementary
  - Jenna Ortega pour le rôle de Mercredi Addams dans Mercredi

- 2024 : Ayo Edebiri pour le rôle de Sydney Adamu dans The Bear
  - Alex Borstein pour le rôle de Susie Myerson dans La Fabuleuse Madame Maisel (The Marvelous Mrs. Maisel)
  - Rachel Brosnahan pour le rôle de Miriam « Midge » Maisel dans La Fabuleuse Madame Maisel (The Marvelous Mrs. Maisel)
  - Quinta Brunson pour le rôle de Janine Teagues dans Abbott Elementary
  - Hannah Waddingham pour le rôle de Rebecca Welton dans Ted Lasso

- 2025 : Jean Smart pour le rôle de Deborah Vance dans Hacks
  - Kristen Bell pour le rôle de Joanne dans Nobody Wants This
  - Quinta Brunson pour le rôle de Janine Teagues dans Abbott Elementary
  - Liza Colón-Zayas pour le rôle de Tina Marrero dans The Bear
  - Ayo Edebiri pour le rôle de Sydney Adamu dans The Bear

## Statistiques

### Nominations multiples
Actrices
12 : Julia Louis-Dreyfus
7 : Edie Falco, Tina Fey, Megan Mullally
5 : Patricia Heaton
4 : Uzo Aduba, Calista Flockhart, Helen Hunt, Lisa Kudrow, Mary-Louise Parker, Sarah Jessica Parker
3 : Christina Applegate, Candice Bergen, Julie Bowen, Ellen DeGeneres, America Ferrera, Jane Fonda, Amy Poehler, Lily Tomlin, Tracey Ullman, Sofia Vergara, Betty White
2 : Jennifer Aniston, Christine Baranski, Alison Brie, Kim Cattrall, Felicity Huffman, Jane Kaczmarek, Ellie Kemper, Debra Messing, Doris Roberts
Séries
9 : Will et Grace
7 : 30 Rock, Nurse Jackie, Tout le monde aime Raymond
6 : Friends, Grace et Frankie, Modern Family, Sex and the City
5 : Ally McBeal, Seinfeld, Veep
4 : Dingue de toi, Orange Is the New Black, Ugly Betty, Weeds
3 : Dead to Me, Desperate Housewives, Ellen, Parks and Recreation, Samantha qui ?
2 : Cybill, GLOW, Hot in Cleveland, Malcolm, Mme Maisel, femme fabuleuse, Murphy Brown, Old Christine, Ted Lasso, Tracey Takes On..., Unbreakable Kimmy Schmidt

### Récompenses multiples
Actrices
5 : Julia Louis-Dreyfus
4 : Tina Fey
3 : Megan Mullally
2 : Uzo Aduba, Betty White
Séries
4 : 30 Rock
3 : Veep, Will et Grace
2 : Desperate Housewives, Hot in Cleveland, Orange Is the New Black, Seinfeld

## Faits marquants
- Edie Falco a été nommée 7 fois pour le Screen Actors Guild Award de la meilleure actrice dans une série dramatique (pour son rôle dans Les Soprano) et 1 fois pour celui de la meilleure actrice dans une série comique.
- Will et Grace a été nommé 9 fois dans la catégorie de la meilleure actrice dans une série comique, et 6 fois dans celle du meilleur acteur dans une série comique, soit 15 fois. La série a également reçu 3 récompenses pour meilleure actrice et 3 pour meilleur acteur, soit 6 en tout.
- 30 Rock a reçu 3 récompenses pour meilleure actrice et 4 pour meilleur acteur, soit 7 en tout.
- Tracey Ullman, Candice Bergen et Julia Louis-Dreyfus ont été nommées dans cette catégorie pour deux séries différentes :
  - Tracey Ullman pour Tracey Ullman's State of the Union et Tracey Takes On...
  - Candice Bergen pour Boston Justice et Murphy Brown
  - Julia Louis-Dreyfus pour Seinfeld et Veep
- Alors qu'elle est l'actrice la plus nommée (7 fois) et la plus récompensée (3 fois) de la catégorie, Megan Mullally n'a jamais été nommée à l'Emmy de la meilleure actrice pour son rôle dans Will et Grace.
- La série Boston Justice est alternativement considérée comme une série comique (2006, avec 3 nominations : 1 pour meilleure actrice et 2 pour meilleur acteur) et comme une série dramatique (2007, 2008, 2009 avec à chaque fois 1 nomination de James Spader pour meilleur acteur).